# 블링블링캔유
블링블링캔유(Bling Bling CanU)는 canU-F1100의 별칭으로, 한국의 LGU+와 일본의 카시오가 함께 제작한 휴대폰이다. 일본에서는 일본 이동통신사 au를 통해서 다른 모델 이름과 같은 펫 네임으로 출시가 되었다.